# Ishania huastek
Ishania huastek là một loài nhện trong họ Zodariidae.
Loài này thuộc chi Ishania. Ishania huastek được Rudy Jocqué & Léon Baert miêu tả năm 2002.